# Füzéki István-emlékérem
A Füzéki István-emlékérem 2002-ben alapított kitüntetetés, amelyet az 1956-os forradalom mártírja, Füzéki István és a forradalomban részt vett könyvtárosok tiszteletére alapított Füzéki Bálint és a Magyar Könyvtárosok Egyesülete. Az emlékérmet évente váltakozva egy olyan közkönyvtári, illetve szakkönyvtári dolgozónak lehet odaítélni, aki az előző év(ek)ben kiemelkedő teljesítményt nyújtott szakmai és/vagy egyéb tudományos téren. A díj odaítéléséről öttagú kuratórium dönt, egyszerű szóbeli többséggel. A Magyar Könyvtárosok Egyesülete minden évben az október 23-ai, illetve november 4-ei megemlékezésen adja át.

## A díjazottak[1]

### 2003
- Horváth Tibor

### 2004
- Kasánszky Zsombor (posztumusz)

### 2005
- Papp István

### 2006
- Somkuti Gabriella

### 2007
- Katsányi Sándor

### 2008
- Orosz László

### 2009
- A Charta ’77 aláírói: Bartos Éva, Fogarassy Miklós, Gereben Ferenc, Kamarás István, Nagy Attila

### 2010
- Ungváry Rudolf

### 2011
- Monostori Imre

### 2012
- Hanák Gábor

### 2013
- Balázs Sándorné Veredy Katalin

### 2014
- Kocsis István

### 2015
- Varga Róbert

### 2016
- Haraszti Pálné

### 2017
- Arató Antal

### 2018
- Dörnyei Sándor

### 2019
- Balogh Mihály

### 2020
- Gerő Gyula

### 2021
- Billédiné Holló Ibolya

### 2022
- Mándli Gyula

### 2023
- Nagy Zoltán

### 2024
- Mader Béla